# Gwen Wakeling
Gwen Wakeling, de naixement Gwen Sewell, (Detroit, Estats Units 1901 - comtat de Los Angeles 1982) fou una dissenyadora de roba estatunidenca, guanyadora d'un Premi Oscar.

## Vida personal
Va néixer el 3 de març de 1901 a la ciutat de Detroit (Michigan, Estats Units). Fou filla de l'editora i publicista Edith Wakeling. Es casà el 1942 amb el guionista i director Henry J. Staudigl.
Seguidora de la fe bahà'í juntament amb el seu marit, morí el 16 de juny al comtat de Los Angeles.

## Vida professional
El 1927 fou escollida per Cecil B. DeMille per realitzar el vestuari de la seva pel·lícula The King of Kings, i posteriorment treballà en ell en molts films. Destacà la seva col·laboració en el vestuari de Samson and Delilah de 1950, que li feu guanyar un premi Òscar.
Col·laborà amb John Ford en les seves pel·lícules The Prisoner of Shark Island (1936), Drums Along the Mohawk (1939), Els raïms de la ira (1940) i Que verda era la meva vall (1941), i realitzà els vestits de moltes pel·lícules protagonitzada per Shirley Temple.

## Premis

### Premi Oscar
| 1950 | Millor vestuari color | Samson and Delilah (juntament amb Edith Head, Dorothy Jeakins, Elois Jenssen i Gile Steele) | Guanyador |